# Marie de Béthanie
Pour les articles homonymes, voir Marie.
Marie de Béthanie (Grec ancien: Μαρία; Latin : Maria) est, dans le Nouveau Testament, une femme disciple de Jésus-Christ. Sœur de Lazare et de Marthe, elle vit avec eux dans le village de Béthanie près de Jérusalem.
Elle est fêtée le 29 juillet avec Marthe et Lazare.

### Évangile selon Jean

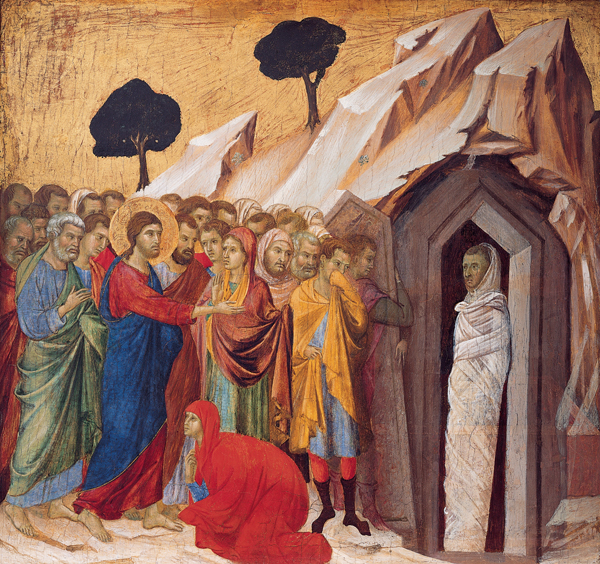
La résurrection de Lazare, Duccio di Buoninsegna.

### Onction de Jésus

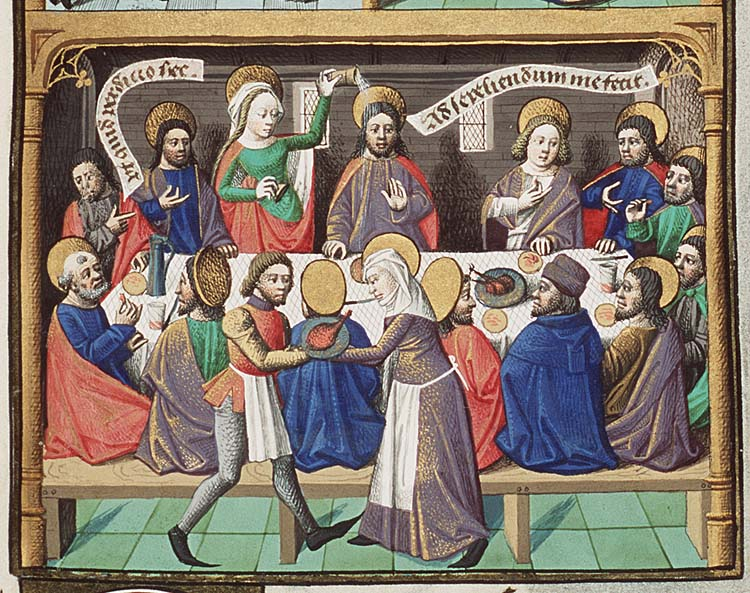
Onction de Jésus, Maître François, illustration de La Cité de Dieu, v. 1478.

## Exemples d'illustrations dans les arts et la culture

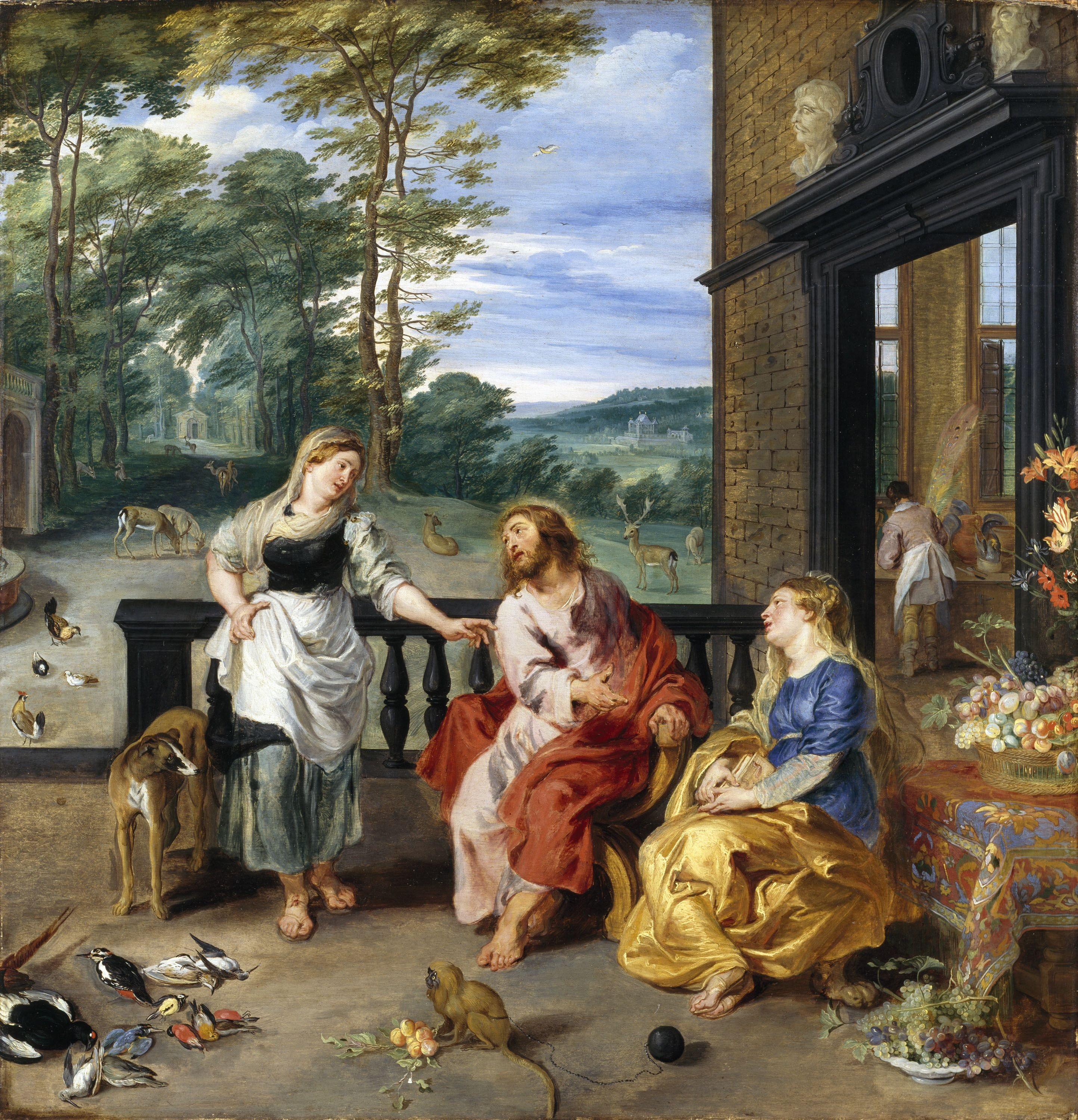
Le Christ dans la maison de Marthe et Marie, Pierre Paul Rubens et Jan Brueghel le Jeune (v. 1628), Galerie nationale d'Irlande. Marie est en bleu.